# Wolfram Metzler
Wolfram Metzler (15 de setembro de 1903 — 20 de outubro de 1957) foi um médico, jornalista e político brasileiro do Rio Grande do Sul.
Importante liderança Integralista, iniciou sua carreira política como vereador na Câmara Municipal de Novo Hamburgo, sendo posteriormente eleito deputado estadual e deputado federal.

## Biografia
Filho de Hugo Metzler, imigrante alemão, jornalista e destacado líder católico, e Bertha Petry, formou-se em Medicina pela Faculdade de Medicina de Porto Alegre. Foi para a Europa, onde se especializou em em cirurgia e clínica médica e casou-se com Emilie Feser, com quem teve cinco filhos.
Ingressou em 1934 na Liga Eleitoral Católica e, convidado por Nestor Pereira, tornou-se membro da Ação Integralista Brasileira (AIB) em 1935, partido no qual foi eleito vereador em Novo Hamburgo. Na AIB passou a editar o jornal integralista Der Kampf, em língua alemã. No Der Kampf, combateu ferrenhamente o racismo e o nazismo, defendendo a integração dos imigrantes alemães à nação brasileira. Também foi chefe municipal integralista em Novo Hamburgo e membro da Câmara dos Quatrocentos, órgão integralista representativo das províncias brasileiras que prestava assessoria ao comando nacional da AIB.
Em 1945, participou da fundação do Partido de Representação Popular (PRP) no Rio Grande do Sul, partido no qual foi eleito deputado estadual para a 37ª Legislatura da Assembleia Legislativa do Rio Grande do Sul, de 1947 a 1951, tendo sido o único que obteve votação em todos os municípios gaúchos.
Em 1951, pelo mesmo partido, foi eleito deputado federal, sendo o primeiro de Novo Hamburgo, atuando primeiro como vice-líder e depois como líder do partido na Câmara dos Deputados.
Ao longo de seus diferentes mandatos, sua atuação política ficou marcada pela defesa da escola particular, do municipalismo, da reforma agrária e a defesa dos imigrantes.
Entre 1954 e 1957 foi Presidente do Instituto Nacional de Propriedade Industrial (INPI).
Em 1957, foi nomeado por Juscelino Kubitschek para o cargo de Diretor do Instituto Nacional de Imigração e Colonização (INIC), vindo a falecer apenas quatro dias depois, no Rio de Janeiro.